# Haplidus mandibularis
Haplidus mandibularis là một loài bọ cánh cứng trong họ Cerambycidae.